# チャールズ1世 (イングランド王)
チャールズ1世（Charles I, 1600年11月19日 - 1649年1月30日）は、ステュアート朝のイングランド、スコットランド、アイルランドの王（在位：1625年 - 1649年）。スコットランド王ジェームズ6世（当時はイングランド王位継承以前、後のイングランド王ジェームズ1世）と妃アン・オブ・デンマークの次男。父と同じ絶対王政を強めて議会と対立を深め、清教徒革命（イングランド内戦）で敗れて処刑された。

## 生涯

### 幼年期
スコットランドのダンファームリンに生まれた。兄にヘンリー・フレデリック・ステュアート、姉にプファルツ選帝侯フリードリヒ5世妃エリザベス・ステュアートがいる。
話し始めることと歩き始めることが非常に遅かった。父ジェームズ1世も歩き始めたのが5歳以降とも言われている。チャールズの舌と下顎を結ぶ腱の一部の切除、金属製の長靴様の拘束具（補強具としての使用を意図した）の使用の提案を医師団がしたが、結局乳母の反対により、辛抱強い教育で代用された。10歳頃には普通の子どものように動いたり話したりできるようになった。
兄ヘンリー・フレデリックの死去に伴い、1612年にコーンウォール公とロスシー公に、1616年にプリンス・オブ・ウェールズ（王太子）に叙位された。

### 王太子時代
王太子の頃から政治に関わり始め、1621年にヨーク公としてイングランド議会の貴族院議員になった。
三十年戦争で争うヨーロッパ大陸のカトリックとプロテスタント諸国の仲裁役を目指した父の意向で、姉は1613年にプロテスタントのプファルツ選帝侯フリードリヒ5世と結婚、チャールズはカトリックのスペイン王フェリペ3世の娘マリア・アナとの結婚が計画された。1620年に義兄フリードリヒ5世がプファルツを奪われたため、父の目標はチャールズ結婚の持参金代わりに義兄の失地回復に変更されたが、父と反カトリックの議会との対立、スペインの交渉先延ばし工作などでチャールズの結婚は進まなかった。
1623年2月、チャールズは父の寵臣だったバッキンガム公ジョージ・ヴィリアーズの勧めで、父の許可を得ないまま自らスペイン旅行へ出かけ、3月に首都マドリードに着いたチャールズとバッキンガム公の2人はフェリペ4世（フェリペ3世の息子でマリアの兄）の寵臣のオリバーレス伯公爵ガスパール・デ・グスマンと交渉した。しかしフェリペ4世は妹をプロテスタントのイングランドへ嫁がせる気は全くなく、オリバーレス伯は交渉を長引かせイングランドを戦争の圏外に置くこと、あるいは結婚でイングランド国内のカトリック教徒に対する寛容を勝ち取ることを目論んでいたため、2人は無駄に時間を費やした挙句、6月にカトリックへの寛容と生まれてくる子供達をカトリックに育てるという条件を秘密裡に承諾したにもかかわらず、スペインがプファルツを回復する気が無いことにやっと気付き、憤慨して交渉を破談し9月に帰国した。外交経験が無い素人2人組の外交は半年が空費され、相手から一方的に条件を呑まされる寸前になり失敗に終わった。
スペインに振り回されたことに怒った2人は反スペイン派となり父の平和政策を覆し、1624年2月に開会された議会の好意的な姿勢に支えられスペインへ戦争すべく新たな同盟相手を求めた。そのためフランス王アンリ4世の娘でルイ13世の妹ヘンリエッタ・マリアとチャールズの結婚が進められたが、外交の素人バッキンガム公はスペインの時と同じ失態を繰り返し、フランス宰相リシュリューとの交渉で譲歩を強いられ、子供達をカトリックに教育、カトリック教徒への寛容などスペインと同様の条件を承諾した。同盟は成立したがイングランドの中途半端な対応でフランスがイングランド軍上陸を禁止、軍は疫病で自滅する羽目になり同盟の見通しは早くも不鮮明になり、イングランド国民はカトリック寛容を警戒し王家と国民の間に亀裂が生じた。

### 王位継承

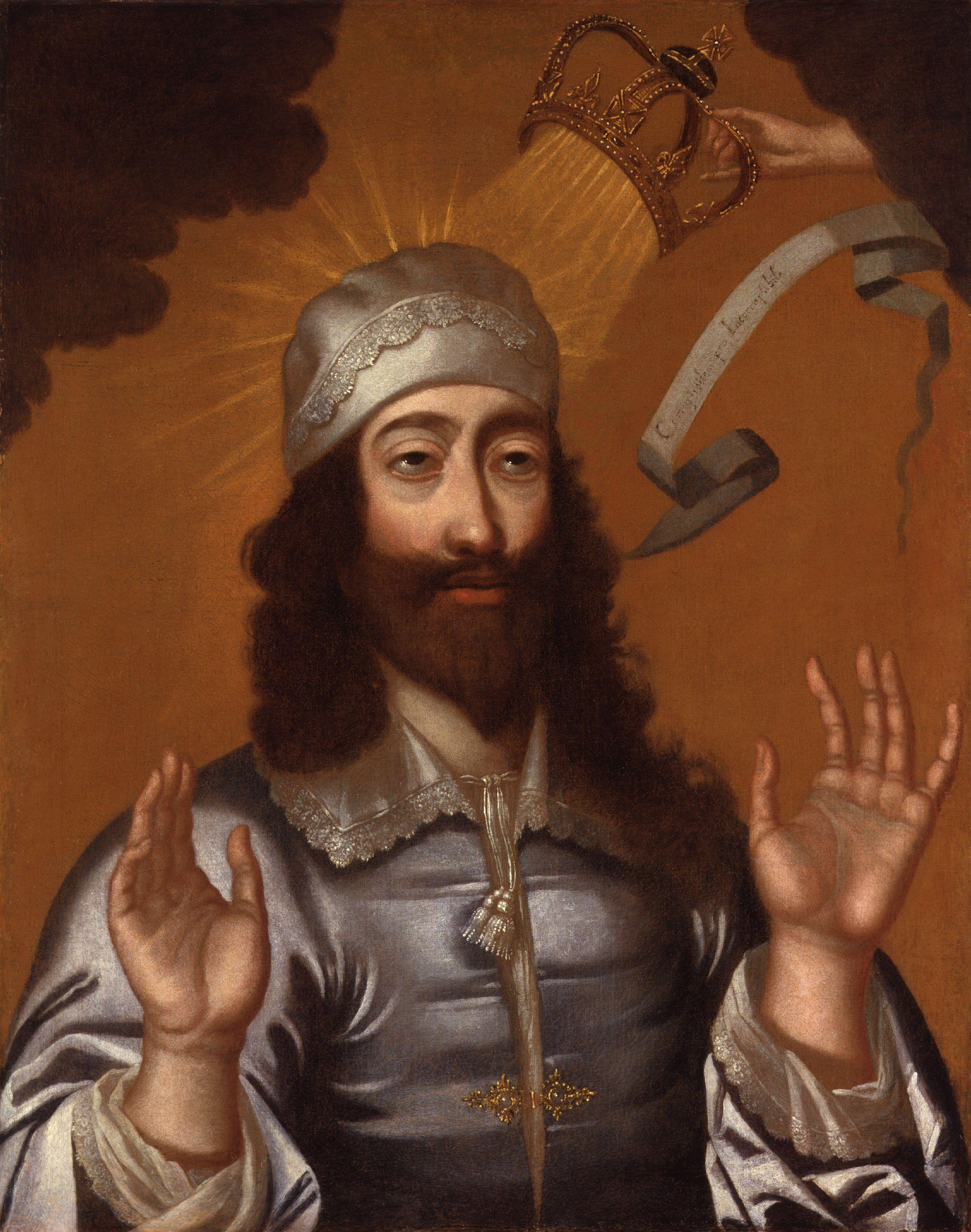
王権神授説に基づくチャールズ1世の肖像画

1625年3月、父の死去に伴い王位を継承しイングランド・スコットランド・アイルランド王チャールズ1世に即位した。バッキンガム公の補佐を受け6月にはヘンリエッタ・マリアと結婚したが、カトリック教徒を王妃に迎えたことは反カトリック派の反感を買うことになった。またチャールズ1世は父同様に王権神授説を信奉し、議会と対立した。加えて権力独占と無能ぶりをさらけ出すバッキンガム公にスペイン熱が冷めた議会が非難を開始、同月開催された議会は戦争補助金を認めたが追加しないことを明言、チャールズ1世がイングランド国教会が奉じるカルヴァン主義に反対するアルミニウス主義を支持したことも議会の批判を高める原因になり、チャールズ1世はバッキンガム公を守るため8月に議会を解散した。しかし状況はむしろ悪化し、10月にスペインとの戦争を開始したが（英西戦争）、カディス遠征が失敗したこと、同盟に基づいてイングランド艦隊を提供されたフランスが艦隊を国内のプロテスタントであるユグノー攻撃に差し向けたことでバッキンガム公批判は増大した。
チャールズ1世とバッキンガム公はフランス外交を転換、プロテスタント諸国の盟主となるべくオランダと同盟、フランスとの同盟を保ちながらユグノー援助も計画したが、戦費の特別税を求めるため1626年2月に召集した議会でバッキンガム公は無定見な外交と権力乱用を前議会から引き続いて非難され、かつてバッキンガム公の部下だったジョン・エリオットが彼にまつわる汚職・贔屓・外交の失敗を列挙して弾劾したが、チャールズ1世はバッキンガム公を庇いエリオットを投獄して、議会解散を命じた。これにより特別税をほとんど得られなかったばかりか、フランスがイングランドを見限りスペインと和睦、イングランドは両国を敵に回し孤立した。しかもバッキンガム公が自ら指揮を執った1627年のフランス・ユグノー援助に失敗、1000人以上の兵を失う失態を演じ人々の更なる怒りを買い（ラ・ロシェル包囲戦）、チャールズ1世が特別税の代わりに強制借上げ金を徴収したことがジョン・ハムデンら庶民院議員の反感を買い、政府は議会の信用を失っていった。
1628年3月、チャールズ1世はバッキンガム公の要請で次こそ特別税を獲得すべく議会を召集したが、反バッキンガム公で固まった議会、特にエリオットやエドワード・コークら指導者層から「権利の請願」が提出され、課税には議会の承認を得ることを求められた。これに対しチャールズ1世は一旦請願受託の署名を行うが、相変わらずバッキンガム公批判を続ける議会から側近を守るため6月に議会を停会した。翌1629年1月に議会は再開されたが、3月に議会を解散、エリオットを再度投獄し1632年に獄死するまで監禁した。しかしこの間、バッキンガム公は1628年8月に私怨で暗殺されチャールズ1世は側近を失った。

### 清教徒革命へ

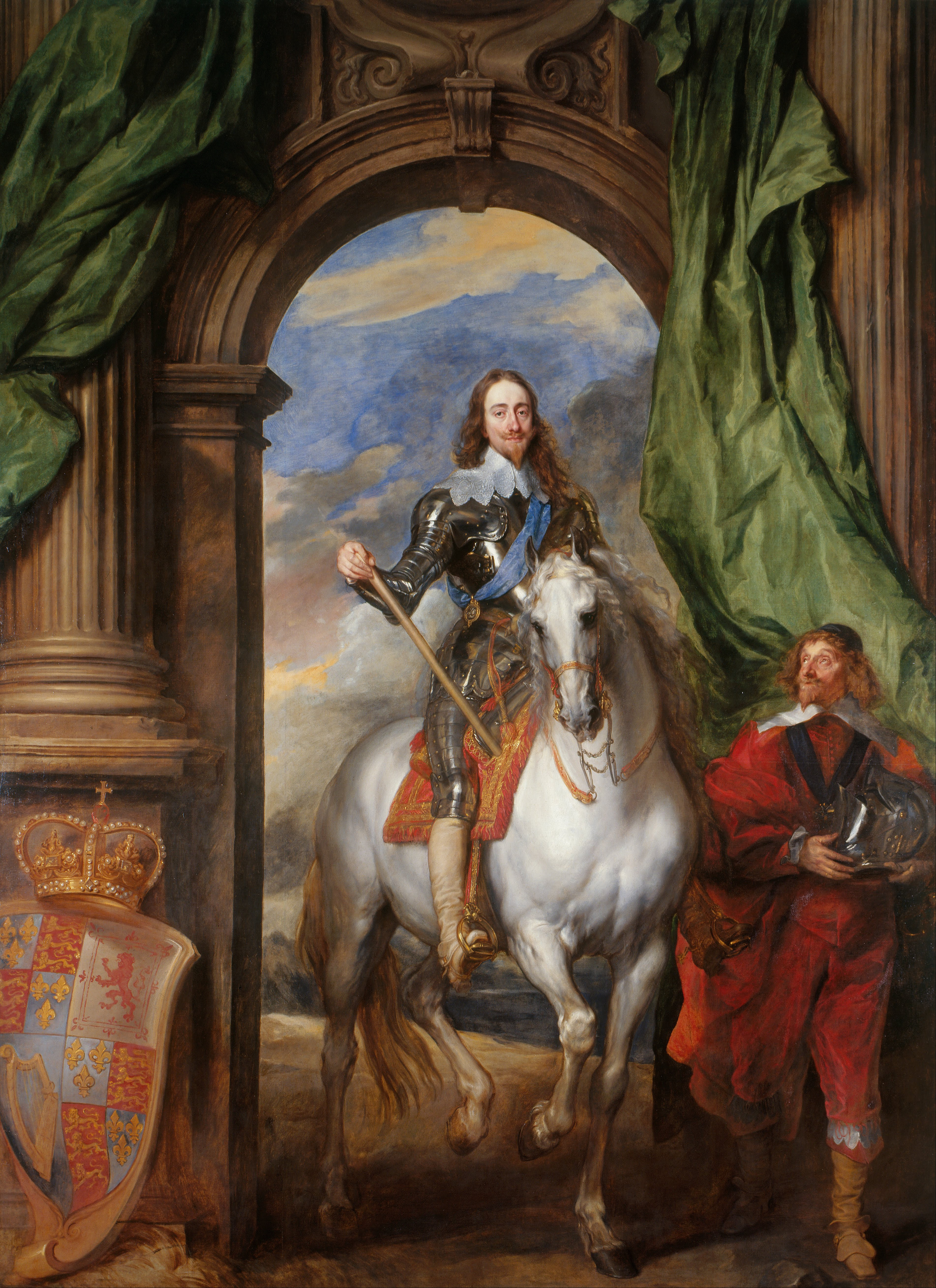
アンソニー・ヴァン・ダイクの肖像画『馬上のチャールズ1世とサン・アントワーヌの領主』。1633年。ウィンザー城所蔵。

無議会政治（議会が閉じられた状態で専制政治を行うこと。個人支配とも呼ばれた）の間、チャールズ1世は外交を親仏に切り替え1629年4月にフランスと和睦。翌1630年11月にスペインともマドリード条約を結んで和睦し三十年戦争から手を引いた。内政では財政再建のため国王大権を濫用、トン税・ポンド税・船舶税などを国民から強引に徴収、星室庁・高等宗務官裁判所などを使い反対派を処罰。新たな側近として、トマス・ウェントワース（後にストラフォード伯爵）、カンタベリー大主教ウィリアム・ロードを取り立て、ロードの助言で宗教をイングランド国教会統一化するため、ピューリタンを弾圧。だがロードの政策がスコットランドにも国教を強制するに及んで、各地に反乱が起きた。一方ストラフォード伯爵はアイルランドへ赴任・統治したが、こちらも弾圧政策を行ったため不穏な情勢となった。1633年にチャールズ1世がスコットランド王戴冠式を行った時も、儀式がカトリック的だとスコットランド国民から反感を買い、1637年に国教会の祈祷書押しつけに反対した国民が暴動を起こす有様だった。
やがて1639年、スコットランド貴族層が国民盟約を結成し主教戦争が発生すると、チャールズ1世はスコットランドへ出兵したが自軍が不利だったため、側近のジェイムズ・ハミルトン（ハミルトン侯爵、後に公爵）の工作で一旦休戦した（ベリック条約）。さらに反乱鎮圧のための戦費を得る目的で1640年、11年ぶりに議会を招集するも、話し合いは国王批判の場となった（短期議会・長期議会）。4月の短期議会はジョン・ピムを先頭に専制に対する批判が続出したため5月に解散。戦費は得られず、スコットランドは国民盟約が主導権を握り、8月のニューバーンの戦いにて国王軍が敗北。チャールズ1世は盟約派と和睦するしかなくなった（リポン条約）。和睦締結まで北イングランドに駐屯するスコットランド軍の費用を支払う羽目に陥り、財政難のため11月に長期議会を召集せざるを得なかった。
チャールズ1世は議会に対抗するため1641年8月にスコットランドを訪問、盟約派の幹部であるアレクサンダー・レズリーとアーガイル伯爵アーチボルド・キャンベルをリーヴェン伯爵・アーガイル侯爵に叙爵、アーガイル侯と対立し投獄されたジェイムズ・グラハム（モントローズ伯爵、後に侯爵）を釈放させ、スコットランドの長老派教会を認めるなど譲歩で味方に付けようと図ったが、アーガイル侯らは敵対姿勢を継続したため当てが外れた。
長期議会はピムが専制政治非難を続行、国王大権を制限するため改革法案を立法化、トン税・ポンド税・船舶税・星室庁・高等宗務官裁判所などが廃止され王権は制限をかけられ、ストラフォード伯とロードも議会に責任を問われ弾劾・投獄・処刑される事態となった（ストラフォード伯は1641年5月、ロードは1645年1月）。アイルランドでも同年10月に反乱（アイルランド反乱・アイルランド同盟戦争）が起こりアイルランド・カトリック同盟が結成され、イングランドが政情不安に包まれる中、11月22日に議会の大諫奏（大抗議文）が可決、追い詰められたチャールズ1世は翌1642年1月4日、兵隊を率いて反国王派のピム・ハムデン、アーサー・ヘジルリッジ、デンジル・ホリス、ウィリアム・ストロードら含む5人の議員を逮捕しようとして失敗、議会派と王党派の対立が決定的になった。そして議会から裁可を求められた民兵条例・19か条提案を、大権を制限する内容だったため拒否。8月22日にチャールズ1世はノッティンガムで王旗を掲げ、第一次イングランド内戦が勃発した。

### 議会との全面戦争

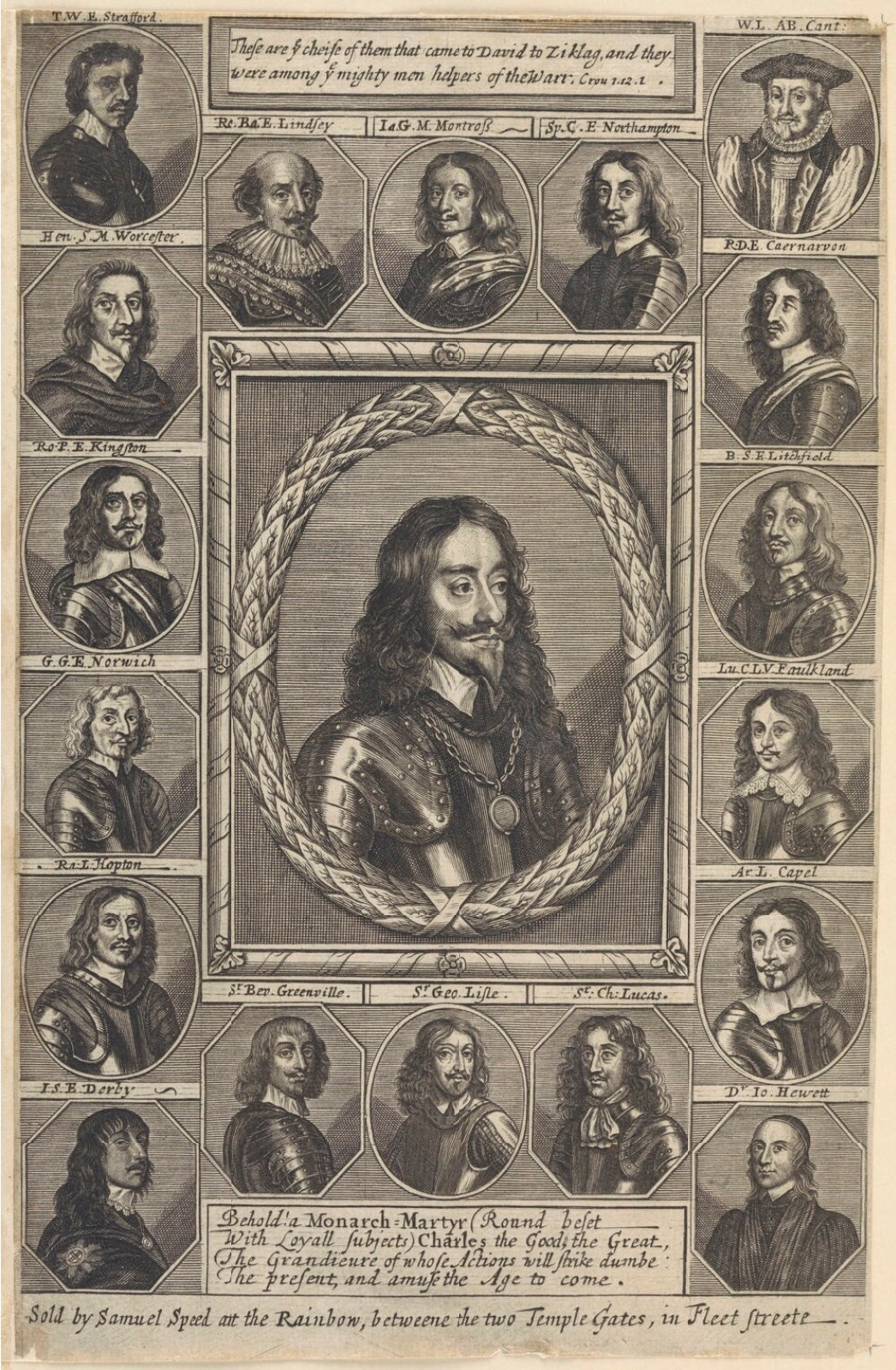
チャールズ1世とその支持者である騎士党を描いた絵

第一次内戦は当初、チャールズ1世の甥に当たるカンバーランド公ルパートとニューカッスル伯ウィリアム・キャヴェンディッシュの働きで10月のエッジヒルの戦いは引き分け。翌1643年6月のアドウォルトン・ムーアの戦いで勝利し、互角あるいは王党派が優位であったが、9月25日に議会派と盟約派が厳粛な同盟と契約を締結。スコットランドが議会派に加勢し戦況は議会派に傾き始め、オリバー・クロムウェル率いる鉄騎隊の活躍により、1644年7月のマーストン・ムーアの戦いなどで王党派が各地で打ち破られた。1645年6月のネイズビーの戦いで、チャールズ1世・ルパート率いる国王軍はトーマス・フェアファクスを司令官、クロムウェルを副司令官とするニューモデル軍に決定的な大敗を喫し、拠点を次々と議会派に奪われ、翌1646年4月にチャールズ1世は本拠地オックスフォードから逃亡。5月にニューアークで駐屯していたスコットランド軍に降伏した。第一次内戦は王党派の敗北になり、1647年1月にチャールズ1世もスコットランド軍からイングランド議会へ引き渡され囚われの身となった。
全面戦争になったとはいえ、王党派の中には議会派との和睦を諦めない穏健派の人々がいて、エドワード・ハイド（後の初代クラレンドン伯爵）と第2代フォークランド子爵ルーシャス・ケアリーがしばしばチャールズ1世に和睦を進言したが、国王は王妃ヘンリエッタ・マリアと急進派の意見を採用して和睦を拒否、穏健派を遠ざけた。また外国へ渡り王家の宝物売却などで軍資金を集めた王妃からの支援を受け取ったが、内戦が激化すると1644年に王妃をフランスへ亡命させ、翌1645年3月に長男のチャールズ王太子（後のチャールズ2世）をハイドに託し、一旦西部へ移動させた後1646年にやはりフランスへ亡命させた。
内戦の最中、チャールズ1世は反乱で背かれたスコットランドとアイルランドから援軍を求め交渉していた。スコットランドを王党派で平定すべく盟約派から王党派に離反したモントローズ伯を侯爵に昇叙、スコットランド総督に任じて帰国させた。モントローズ侯は期待に応え、1644年8月にアイルランド貴族のアントリム伯ランダル・マクドネルと親戚のアラスデア・マッコーラと共にスコットランドで挙兵（スコットランド内戦）。1645年にはインヴァロッヒーの戦い（2月2日）・キルシスの戦い（8月15日）で連勝しアーガイル侯ら盟約派を追い落として平定に迫ったが、盟約派の反撃に遭い9月13日のフィリップホフの戦いで敗れ、スコットランド平定はならなかった。
アイルランドでは駐屯軍司令官でアイルランド総督のオーモンド侯ジェームズ・バトラーに反乱勢力のアイルランド・カトリック同盟との交渉を任せ、和睦と援軍派遣を期待していたが、宗教の違いとそれぞれの無理な要求で交渉は難航。1643年9月15日に何とか休戦が成立した。ところが続く和睦交渉は暗礁に乗り上げ、互いの要求を棚上げにして和睦条約が調印されたのは1646年3月28日と第一次内戦が終わる寸前であり、援軍を求めるにはあまりにも遅過ぎた。しかもこの間にチャールズ1世は、オーモンド侯の頭越しにアイルランドへ密使を送ることを計画。密使として派遣され1645年7月にアイルランドに着いた寵臣のグラモーガン伯エドワード・サマセットは、オーモンド侯に協力するふりをしてアイルランド同盟と独自に接触した。
更に、11月にアイルランドへ派遣されたローマ教皇インノケンティウス10世の特使、ジョヴァンニ・バッティスタ・リヌチーニが和睦条約に反対して聖職者や軍人達を動かし、グラモーガン伯もリヌチーニと結びつき、アイルランド人に対する土地返還とカトリック寛容を引き換えにした軍事援助の秘密条約実施を申し出た。だがリヌチーニはどちらの条約にも反対、グラモーガン伯は秘密交渉の発覚で逮捕され、チャールズ1世はグラモーガン伯との関与を否定したが、アイルランド同盟から不信を抱かれ、オーモンド侯の和睦条約もリヌチーニに扇動された反対派により破棄され、もはやアイルランドからも援軍を期待出来なくなった。

### 再起失敗、処刑

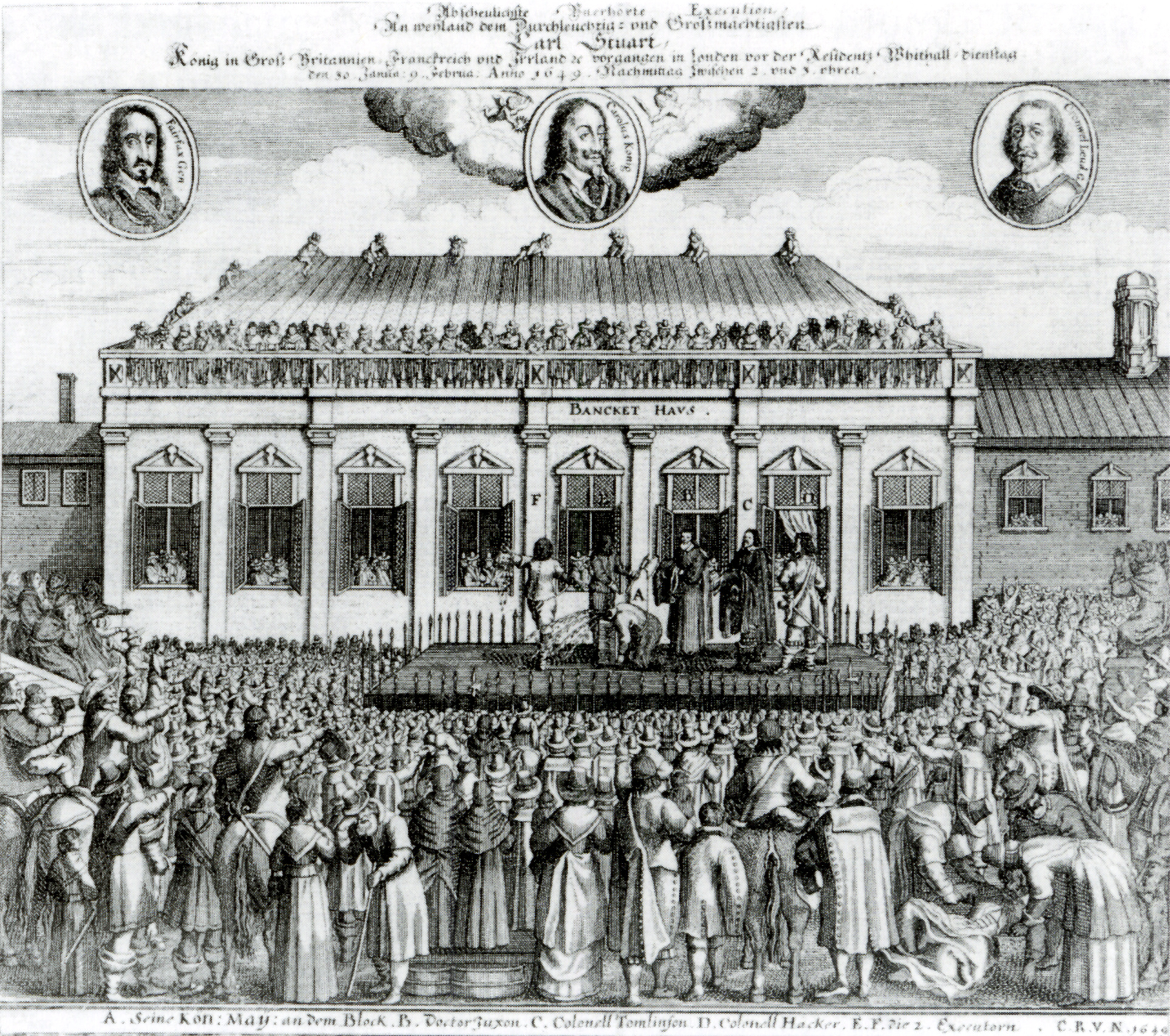
チャールズ1世の処刑

ハンプトン・コート宮殿で軟禁されていたチャールズ1世は1647年11月に一旦ワイト島へ脱出、ハミルトン公らスコットランド王党派と和解契約を結んで第二次イングランド内戦を勃発させたが、1648年8月にプレストンの戦いでハミルトン公率いるスコットランド軍（エンゲージャーズ）がクロムウェルの議会軍に大敗、ハミルトン公が捕らえられたため第二次内戦も敗北に終わり（後にハミルトン公は処刑された）、11月に再び議会軍に投降した。一方、議会派は戦争終結を巡り国王との妥協を図る長老派と徹底抗戦の独立派が対立、12月6日のプライドのパージで長老派が議会から追放、独立派が残ったランプ議会がチャールズ1世処刑の裁判を進めていった。
1649年1月27日、裁判によってチャールズ1世の処刑が宣告された。1月30日、自らルーベンスに内装及び天井画を依頼したホワイトホール宮殿のバンケティング・ハウス前で公開処刑され、チャールズ1世は斬首された。彼の最期の言葉は「我は、この堕落した王位を離れ、堕落し得ぬ、人生の極致へと向かう。そこには如何なる争乱も存在し得ず、世界は安寧で満たされているのだ」（原文"I go from a corruptible to an incorruptible Crown, where no disturbance can be, no disturbance in the World."）であった（30 January, 1649）。
チャールズ1世の処刑後王政は廃止されイングランド共和国が誕生、これを認めない王党派はチャールズ1世の長男チャールズ2世を擁立し議会派との戦いを継続したが（第三次イングランド内戦）、やがてそれらを平定したクロムウェルが1653年に護国卿となり、ステュアート朝に代わりイングランド・スコットランド・アイルランドを事実上統治した。クロムウェル死後の1660年に王政復古でチャールズ2世ら王党派がイングランドに戻り、チャールズ1世の処刑に関わった人物は「レジサイド」（王殺し）として徹底的に報復され、チャールズ1世は王党派と英国国教会高教会派によってチャールズ殉教王として聖人に祭り上げられた。

## 子女
ヘンリエッタ・マリアとの間に4男5女を儲けた。
- チャールズ・ジェームズ（1629年） - コーンウォール公、死産
- チャールズ2世（1630年 - 1685年）
- メアリー・ヘンリエッタ（1631年 - 1660年） - オラニエ公ウィレム2世と結婚
- ジェームズ2世（1633年 - 1701年）
- エリザベス（1635年 - 1650年）
- アン（1637年 - 1640年）
- キャサリン（1639年） - 死産
- ヘンリー（1640年 - 1660年） - グロスター公、ケンブリッジ伯
- ヘンリエッタ・アン（1644年 - 1670年） - オルレアン公フィリップ1世と結婚